# 希腊议会

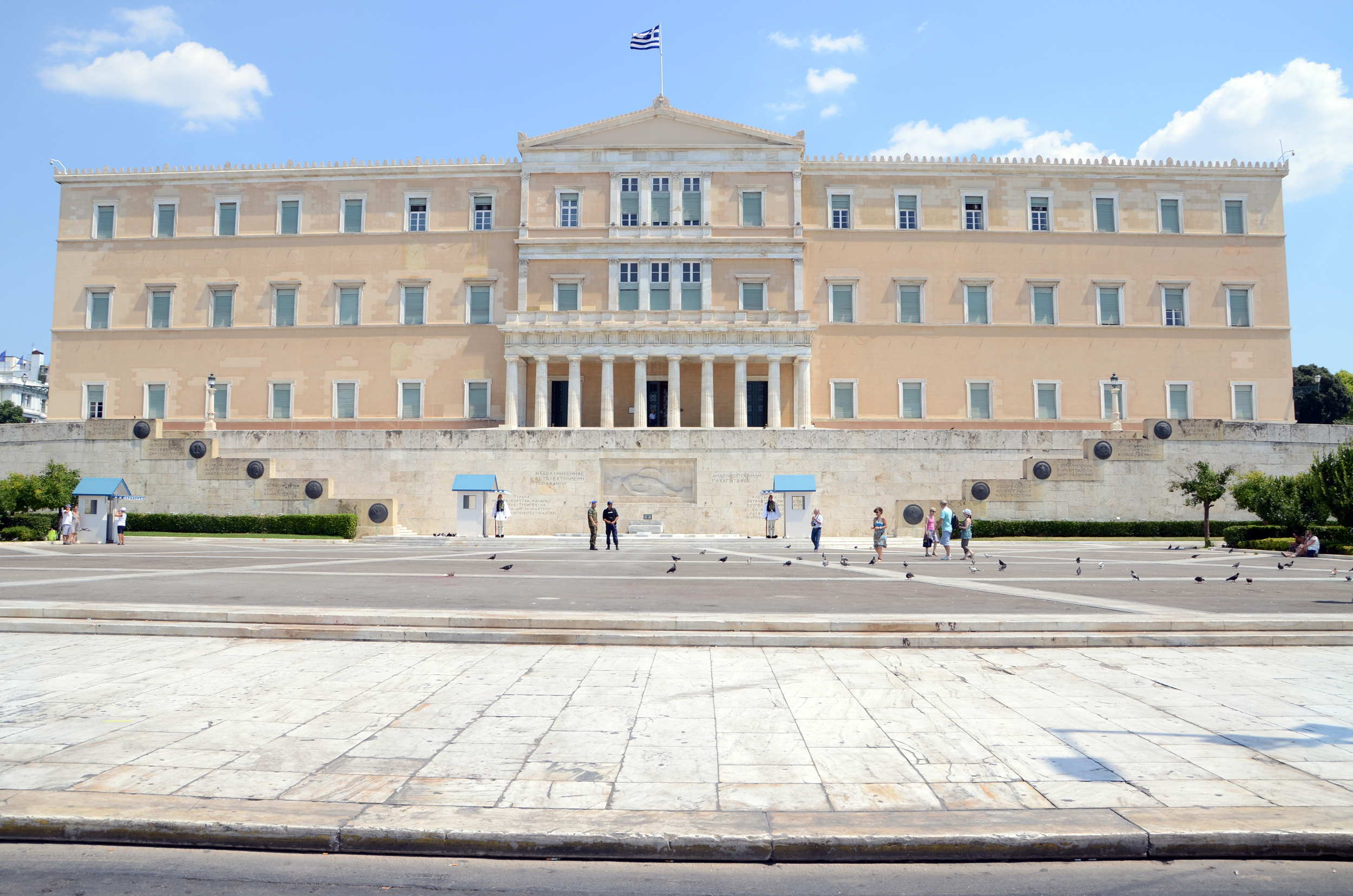
希臘國會大廈，原為希臘舊王宮，2011年

希腊议会（希臘語：Βουλή των Ελλήνων）是希腊的立法機關，实行一院制。有300席，每4年舉行改選。

## 選舉制度
希臘政黨需要取得3%的得票率才能進入國會。其後按多數獎勵分配議席，第一个取得至少25%票数的政党可以获得20个席位，之后每取得0.5%就增加一个席位，最多可以凭40%获得50个席位。其余席位则继续按比例分配，如果有一个政党取得至少40%的票数，分配席位为250个；如果没有政党取得25%的票数，分配席位为300个。

## 历史
在2012年5月6日舉行的選舉，保守派的新民主黨成為第一大黨。但因在本次选举中取得议席数前三位的政党（新民主党、激进左翼联盟和泛希腊社会主义运动）均宣告组阁失败，希腊于2012年6月17日重新进行议会选举，新民主党成为第一大党，之后它联合泛希腊社会主义运动、民主左翼成功联合组阁。
2015年1月26日舉辦的選舉中，激进左翼聯盟成為第一大黨，取得新政府主導權並與本次選舉中排名第六的右翼政党獨立希臘人共組聯合政府。這次選舉亦使新民主党和泛希腊社会主义运动40年來首次同時成為在野黨。
2019年希臘議會選舉，新民主黨奪取158個議會席位，擊敗激进左翼联盟重新執政，其后又于2023年6月希腊议会选举再度成为执政党。

## 外部連結
- 官方網站 （页面存档备份，存于）
- History of the Hellenic Parliament Building （页面存档备份，存于）
- The Parliament Building (Old Palace)
- The Western Portico
- Parliament in full session
- Nighttime illumination （页面存档备份，存于）